# Gottfried Lamprecht
Gottfried Lamprecht (* 8. Oktober 1948 in Völkermarkt) ist ein österreichischer ehemaliger Fußballspieler.

## Werdegang
Lamprecht war 1970 bis 2008 als Vertragsbediensteter bei der Steirischen Landesregierung beschäftigt.

## Karriere als Spieler
Gottfried Lamprecht begann seine Karriere beim Heimatverein VST Völkermarkt und hatte mit 15 Jahren sein Debüt in der Kampfmannschaft, in der letzten Spielklasse in Kärnten.
Von der letzten Klasse gelang der Aufstieg bis in die Kärntner Liga. In der Saison 1968/69 erzielte Gottfried Lamprecht als Stürmer 29 Tore und war somit zweitbester Torschütze der Kärntner Liga. Nach der Saison 1968/69 wechselte Gottfried Lamprecht zur SK Austria Klagenfurt in die oberste Spielklasse, die Nationalliga (Fußball-Bundesliga). 
Für SK Austria Klagenfurt bestritt Gottfried Lamprecht 28 Spiele als Mittelfeldspieler. Nach einer Saison bei SK Austria Klagenfurt erfolgte der Wechsel 1970 nach Graz zum Grazer AK. Von 1970 bis 1981 bestritt Gottfried Lamprecht, vorwiegend als Verteidiger, für den Grazer AK 280 Spiele und erzielte dabei acht Tore. 1981 erfolgte aufgrund von Verletzungen das Karriereende.

## Karriere als Trainer
Nach der aktiven Laufbahn blieb Gottfried Lamprecht dem Grazer AK treu und trainierte über 10 Jahre Jugendmannschaften und war nebenbei ein paar Jahre als Jugendleiter tätig.
Rund 30 Jahre war Gottfried Lamprecht bei Amateurvereinen, von der 1. Klasse bis zur Steirischen Landesliga wie z. B. ESK Graz, FC Gratkorn, SV Übelbach, Sportunion Hitzendorf, TSV Pöllau, USC Bad Blumau, SVU Ragnitz, als Spielertrainer und Trainer tätig.